# Demker
Demker ist ein Ortsteil der gleichnamigen Ortschaft der Stadt Tangerhütte im Landkreis Stendal in Sachsen-Anhalt, (Deutschland).

## Geographie

### Lage
Demker, ein durch Gutsbildung deformiertes Angerdorf mit Kirche, liegt 9 Kilometer nordöstlich von Tangerhütte und 10 Kilometer südlich von Stendal im Tal des Flusses Tanger im Südosten der Altmark.
Nachbarorte sind Bellingen im Westen, der Wohnplatz „Am Bahnhof“ im Norden, Elversdorf im Nordosten und Köckte im Südosten.

### Ortschaftsgliederung

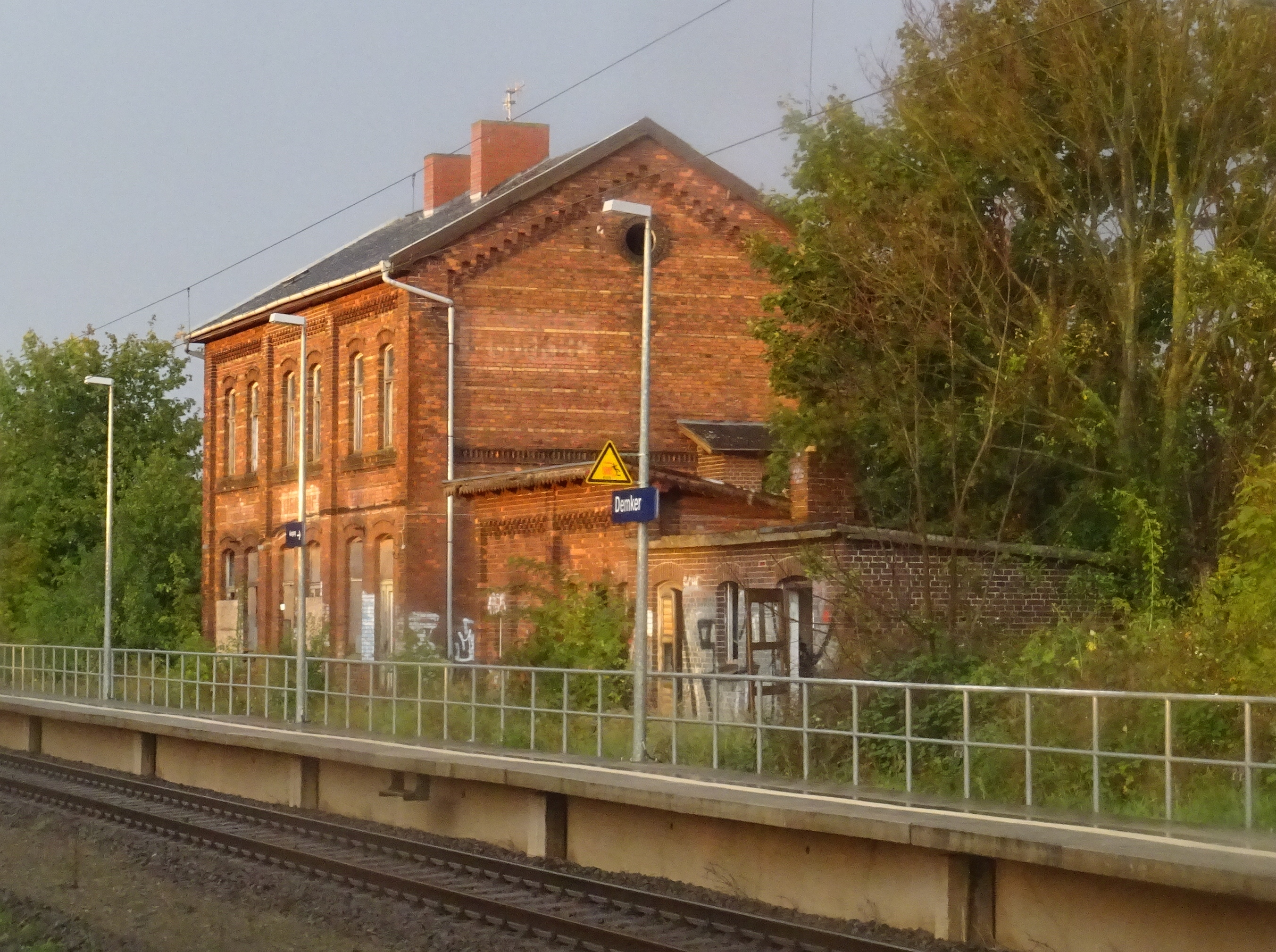
Bahnhof Demker

Die Ortschaft Demker bildet sich durch die Ortsteile Demker und Elversdorf, sowie dem Wohnplatz „Am Bahnhof“, dem früheren Bahnhof Demker.

## Geschichte

### Mittelalter bis Neuzeit
Demker taucht 1238 erstmals als Demeken in einer Urkunde auf, als Graf Siegfried von Osterburg Dörfer und Besitz in der Altmark, mit denen er vorher vom St. Ludgerikloster Helmstedt belehnt worden war, dem Abt Gerhard von Werden und Helmstedt überschrieb. 1335 hatte ein Altar der Nikolai-Kirche in Tangermünde Besitz in villa Demeker. Im Landbuch der Mark Brandenburg von 1375 wird das Dorf als Demeker aufgeführt. Weitere Nennungen waren 1687 Dembcker, 1775 Demker oder Dembke und 1804 Dorf Demker mit 3 Gütern, einer Windmühle und einem Krug. Schon 1849 wurde Demker über die Strecke Magdeburg–Wittenberge an das Eisenbahnnetz angeschlossen.
Bei der Bodenreform wurden 1945 ermittelt: eine Besitzung unter 100 Hektar mit 340 Hektar, 35 Besitzungen unter 100 Hektar mit zusammen 271 Hektar, eine Kirchenbesitzung mit 6 Hektar Fläche. Enteignet und aufgeteilt wurden 340 Hektar auf 73 Siedler. Davon kamen 104 Hektar auf 13 Landarbeiter, 24 Hektar auf 3 landlose Bauern, 152 Hektar auf 19 Umsiedler, 18 Hektar auf 3 landarme Bauern, 14 Hektar auf 28 Kleinpächter, sowie 14 Hektar Waldzulage an 7 Altbauern. Das Gutshaus wurde 1945 abgerissen.
Im Jahre 1954 entstand die erste Landwirtschaftliche Produktionsgenossenschaft, die LPG Typ III „IV. Parteitag“.
Nicht nur im Rahmen des Dorferneuerungsprogrammes wurden in den letzten Jahren das Dorfgemeinschaftshaus umgestaltet, Gehwege angelegt und die Straßenbeleuchtung saniert.
Freiwillige Feuerwehr-Gruppen und Sportverein (Kegeln, Fußball) bestimmen das Dorfleben, zu dem auch die schon traditionellen Oster- und Herbstfeuer sowie das Dorffest gehören.

### Herkunft des Ortsnamens
Heinrich Sültmann meint, der Name 1238 demeke kommt vermutlich von dem altsächsischen Eigennamen Tamo, auch Demme mit Verkleinerungssilbe her, abgewandelt cher, cer.

### Archäologie
Im 19. und 20. Jahrhundert wurden weitmundige keramische Schalen und Gefäße aus spätrömischer Zeit aus einem Gräberfeld bei Demker geborgen. Die Funde werden heute aufbewahrt im Niedersächsischen Landesmuseum Hannover und im Altmärkischen Museum in Stendal aufbewahrt.

### Wüstungen
Wilhelm Zahn vermutete im Jahre 1909 einen Kilometer nordöstlich des Dorfes und südlich der Straße nach Tangermünde eine Wüstung. Ein Acker hieß dort seinerzeit „alte Dörfer“.

### Eingemeindungen
Ursprünglich gehörten Gut und Dorf Demker zum Tangermündeschen Kreis der Mark Brandenburg in der Altmark. Zwischen 1807 und 1813 lagen beide im Kanton Tangermünde auf dem Territorium des napoleonischen Königreichs Westphalen. Nach weiteren Änderungen kamen Gut und Gemeinde 1816 zum Kreis Stendal, dem späteren Landkreis Stendal. Am 30. September 1928 wurde der Gutsbezirk Demker mit der Landgemeinde Demker vereinigt.
Am 20. Juli 1950 wurde die bis dahin eigenständige Gemeinde Elversdorf nach Demker eingemeindet.
Am 25. Juli 1952 kam die Gemeinde Demker im Zuge einer Verwaltungsreform zum Kreis Tangerhütte. Nach dessen Auflösung gehörte sie ab 1. Januar 1988 zum Kreis Stendal und schließlich ab 1. Juli 1994 wieder zum Landkreis Stendal.
In einem Gebietsänderungsvertrag zwischen der Stadt Tangerhütte und allen Mitgliedsgemeinden der Verwaltungsgemeinschaft Tangerhütte-Land wurde deren Eingemeindung nach Tangerhütte geregelt. Dem Vertrag stimmte der Gemeinderat Demker am 11. Mai 2010 zu. Er wurde vom Landkreis als unterer Kommunalaufsichtsbehörde genehmigt und die Eingemeindung trat am 31. Mai 2010 in Kraft.

### Einwohnerentwicklung

#### Dorf und Gut
| Jahr                      | 1734 | 1772 | 1790 | 1798 | 1801 | 1818 | 1840 | 1864 | 1871 | 1885 | 1892 | 1895 | 1900 | 1905 |
| Dorf Demker               | 132  | 57   | 202  | 165  | 198  | 244  | 257  | 330  | 252  | 257  | 337  | 257  | 361  | 265  |
| Gut Demker                |      |      |      | 41   |      |      |      |      | 050  | 034  |      | 073  |      | 080  |
| Bahnhof Demker            |      |      |      |      |      |      |      |      | 05   | 07   |      | 04   |      | 011  |
| Tangermünder Chausseehaus |      |      |      |      |      |      |      |      | 04   | 03   |      | 02   |      |      |

#### Gemeinde
| Jahr | Einwohner |
| ---- | --------- |
| 1910 | [00]328   |
| 1925 | 359       |
| 1939 | 295       |
| 1946 | 492       |
| 1964 | 504       |
| 1971 | 501       |
| 1981 | 404       |
| 1985 | [00]403   |
| 1990 | [00]394   |

| Jahr | Einwohner |
| ---- | --------- |
| 1993 | 392       |
| 1995 | [00]396   |
| 2000 | [00]417   |
| 2002 | [00]412   |
| 2004 | [00]387   |
| 2006 | [00]368   |
| 2008 | [00]372   |
| 2009 | [00]364   |

Quelle, wenn nicht angegeben, bis 1993:

#### Ortsteil
| Jahr | Einwohner |
| ---- | --------- |
| 2013 | [00]253   |
| 2014 | [00]249   |
| 2018 | [00]253   |
| 2019 | [00]251   |
| 2020 | [00]238   |
| 2021 | [00]235   |
| 2022 | [00]234   |
| 2023 | [0]235    |

## Religion
- Die evangelische Kirchengemeinde Demker, die früher zur Pfarrei Bellingen bei Demker gehörte,[27] wird heute betreut vom Pfarrbereich Lüderitz im Kirchenkreis Stendal im Bischofssprengel Magdeburg der Evangelischen Kirche in Mitteldeutschland.[28] Die ältesten überlieferten Kirchenbücher für Demker stammen aus dem Jahre 1766, ältere Einträge sind bei Bellingen zu finden.[29]
- Die katholischen Christen gehören zur Pfarrei St. Elisabeth in Tangermünde im Dekanat Stendal im Bistum Magdeburg.[30]

## Politik

### Ortsbürgermeisterin
Petra Fischer ist Ortsbürgermeisterin der Ortschaft Demker. Sie war auch die letzte Bürgermeisterin der Gemeinde.

### Ortschaftsrat
Die Ortschaftsratswahl am 9. Juni 2024 lieferte folgende Sitzverteilung (in Klammern die Ergebnisse von 2019):
- 3 Sitze „Wählergemeinschaft Demker“ (4 Sitze)
- 1 Sitz Einzelbewerber Hintze
- 1 Sitz Einzelbewerber Schliefke

Gewählt wurden 2 Frauen und 3 Männer. Petra Fischer wurde zur Ortsbürgermeisterin gewählt.
Von 253 Wahlberechtigten hatten 195 ihre Stimme abgegeben, die Wahlbeteiligung betrug damit 77,08 Prozent.

### Wappen
Das Wappen wurde am 3. Juli 2008 durch den Landkreis genehmigt.
Blasonierung: „Gespalten von Silber und Rot über blauem Wellenschildfuß, vorn pfahlweise zwei rote Rosen mit goldenem Butzen und roten Kelchblättern, hinten drei goldene Ähren, im Schildfuß zwei silberne Wellen.“
Die Farben des Ortes sind – abgeleitet von der Farbe des Hauptmotivs und der Tinktur des Schildes – Weiß-Rot.
Der Gemeinderat Demker beschloss im April 2008 aus mehreren zur Diskussion stehenden Vorlagen des Magdeburger Kommunalheraldikers Jörg Mantzsch das hier dargestellte Wappen zur Führung zu beantragen. Seine Symbole und Farben erklären sich wie folgt:
Die beiden heraldischen Rosen gehen zurück auf das Wappen derer von Arnstedt, die als Gutsbesitzer über 500 Jahre die Entwicklung von Demker entscheidend beeinflussten. Als Grundherren und Patrone der Kirche lenkten und förderten sie über viele Generationen das gesellschaftliche Leben der Gemeinde ganz entscheidend. Ihr Wappen trug im schräggeteilten Schild drei Rosen (siehe Abbildung Wappenversion nach Gothaer Adelslexikon 1942), von denen zwei entlehnt sind. Zum Adelswappen existieren drei verschiedene Quellen, Siebmachers Wappenbuch, das Neue preußische Adelslexicon von Freiherr Leopold von Zedlitz und Neukirch aus dem Jahr 1842 und das Gothaer Adelslexikon von 1942, die unterschiedliche Abbildungen zeigen.
Der Tanger ist ein Fluss, der in der Früh- und Vorgeschichte als Wasserader sicherlich ein Grund zur Besiedlung und zur nachfolgenden Bewirtschaftung war. Demker und Elversdorf sind nachweislich Orte slawischer Gründung und es ist bekannt, dass sich die Slawen gern am Wasser siedelten, das sie zum Fischfang nutzten. Der Tanger wird symbolisch durch den gewellten Schildfuß dargestellt.
Die Ähren sind auf die Tatsache zurückzuführen, dass die Landwirtschaft für die Einwohner von Demker über unzählige Generationen hin die vorwiegende Wirtschaftsgrundlage war. Neben Kleintierhaltung wurde Ackerbau betrieben. Vor Einführung der Kartoffel war das hauptsächlich der Getreideanbau. Dieser Umstand wird durch die drei Ähren ausgedrückt, die allgemein als Getreide ohne spezifische Gattung gelten.

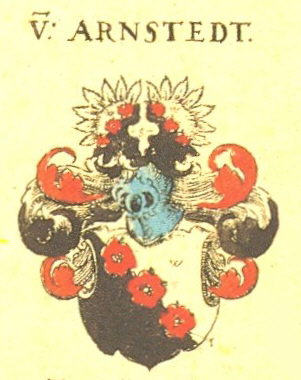
Wappenversion derer von Arnstedt nach Siebmacher

Flagge von Demker

Wappenversion derer von Arnstedt nach Gothaer Adelslexikon

### Flagge
Die Flagge ist rot-weiß (1:1) gestreift (Querformat: Streifen waagerecht verlaufend, Längsformat: Streifen senkrecht verlaufend) und mittig mit dem Gemeindewappen belegt.

## Kultur und Sehenswürdigkeiten
- Die evangelische Dorfkirche Demker ist ein zweiteiliger Feldsteinbau aus der ersten Hälfte des 13. Jahrhunderts[35] mit einer Orgel.[27] Die Glocke aus dem Jahre 1490 stammt von dem niederländischen Glockengießer Gerhard van Wou.[35]
- Die Kirche steht inmitten des Ortsfriedhofes, der mit einer Feldsteinmauer umhegt ist.
- Heimatstube in der alten Schmiede
- Seit 1929 befindet sich ein Storchennest auf dem Nordgiebel des Kirchturmes.

## Wirtschaft und Infrastruktur
Neben in Demker ansässigen landwirtschaftlichen Betrieben hat die Abfallentsorgungs- und Kompostierungsfirma ALBA ihren Firmensitz im Ort.
Im Ortsgebiet von Demker kreuzt die L 30 von Tangermünde nach Lüderitz (an der Bundesstraße 189) die Landstraße von Stendal nach Tangerhütte.
Es verkehren Linienbusse und Rufbusse der Regionalverkehr Westsachsen (RVW) unter dem Markennamen stendalbus. Demker besitzt einen Bahnhof an der Bahnstrecke Magdeburg–Wittenberge, der von Regionalbahnen bedient wird.